# Rainbowen

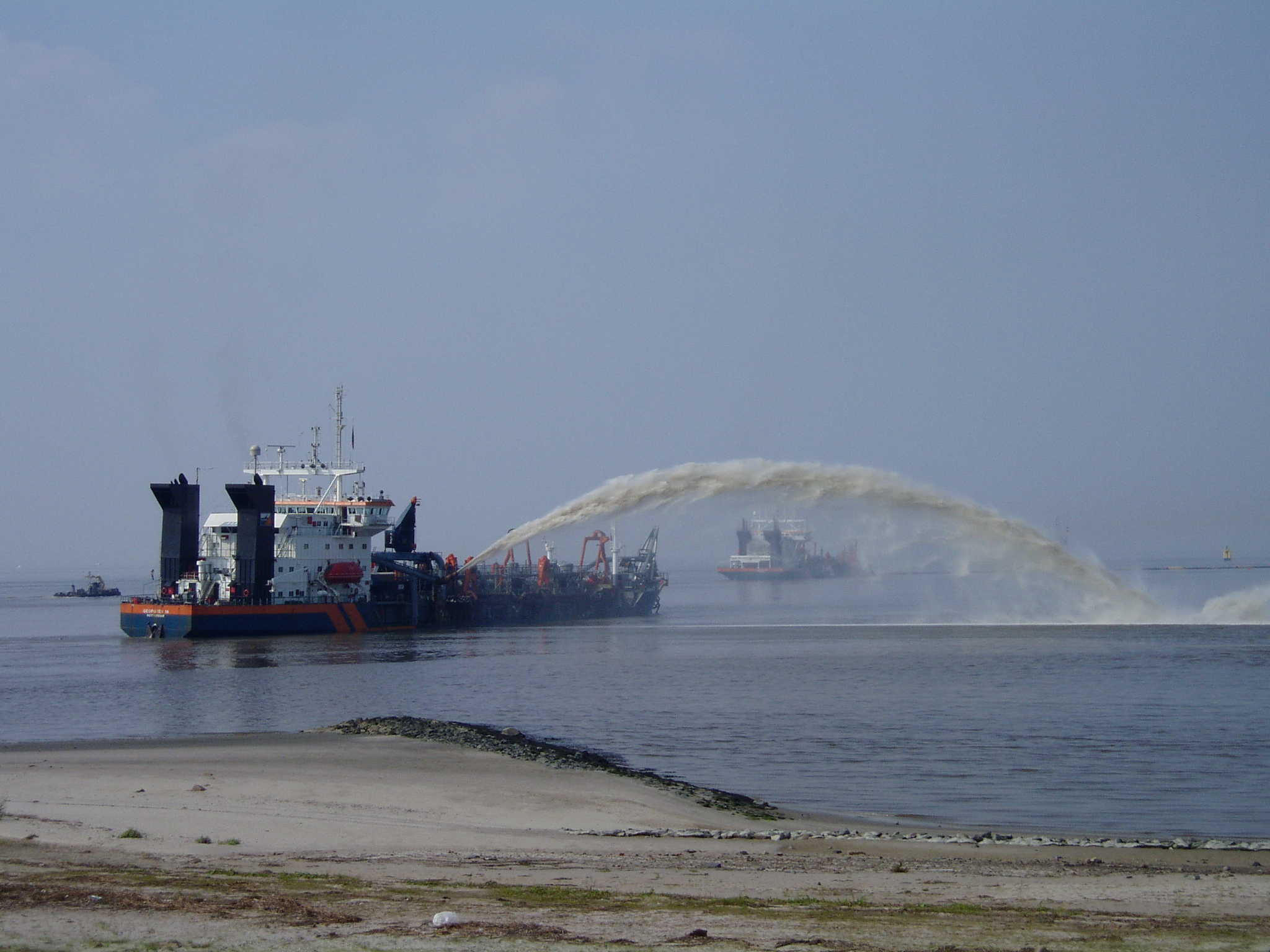
Een Sleephopperzuiger is aan het rainbowen

Rainbowen is het opspuiten van een zand- en watermengsel op een stort. Er ontstaat er een kunstmatige zandplaat omdat het water terug de zee inloopt en het zand achterblijft. Het is een techniek die gebruikt wordt bij landaanwinning door sleephopperzuigers. De naam 'rainbowen' komt door het verschijnsel van lichtbreking. Als de zon schijnt kun je naast de straal soms een regenboog zien. 
Deze methode wordt toegepast als de waterdiepte onvoldoende is om door de bodemdeuren te lossen boven het op te spuiten gebied, maar groot genoeg om dichtbij te komen. Wanneer deze afstand te groot wordt zal men over moeten gaan tot het persen via een drijvende leiding, wat aanzienlijk langer duurt en arbeidsintensiever is, daar de leiding weerstand geeft en er personeel op het stort moet zijn om het mengsel te distribueren.
In Dubai wordt deze techniek veel toegepast voor het opspuiten van eilandjes en op de palmeilandprojecten.